# Higginsville
Higginsville är en stad (city) i Lafayette County i Missouri. Vid 2010 års folkräkning hade Higginsville 4 797 invånare.